# Сеттала
Сеттала (італ. Settala) — муніципалітет в Італії, у регіоні Ломбардія,  метрополійне місто Мілан.
Сеттала розташована на відстані близько 470 км на північний захід від Рима, 16 км на схід від Мілана.
Населення — 7436 осіб (2014).
Щорічний фестиваль відбувається 7 грудня. Покровитель — Sant'Ambrogio.

## Демографія
Населення за роками:

Станом на 1 січня 2023 року в муніципалітеті офіційно проживав 831 іноземець з 54 країн, серед них 225 громадян країн Євросоюзу та 26 громадян України.

## Сусідні муніципалітети
- Комаццо
- Ліскате
- Меділья
- Мерліно
- Пантільяте
- Паулло
- Родано
- Віньяте